# 1947 dans le catholicisme
Chronologie du catholicisme
- 1943
- 1944
- 1945
- 1946
- 1947
- 1948
- 1949
- 1950
- 1951

Cet article présente les faits marquants de l'année 1947 dans le catholicisme.

## Évènements
- 2 février : publication de la constitution apostolique Provida Mater Ecclesia sur les instituts séculiers.
- 4 mai : béatification d'Alix Le Clerc.
- 15 mai : canonisation de Nicolas de Flüe.
- 22 juin : canonisation de Jean de Britto, Joseph Cafasso et Bernardin Realino.
- 6 juillet : canonisation de Jeanne-Élisabeth Bichier des Âges et Michel Garicoïts.
- 20 juillet : canonisation de Louis-Marie Grignion de Montfort.
- 27 juillet : canonisation de Catherine Labouré, religieuse française témoin des apparitions mariales de la rue du Bac.
- 5 novembre : béatification de Jeanne Delanoue.
- 20 novembre : publication de l'encyclique Mediator Dei sur les principes de la liturgie.

## Naissances
- 16 janvier : 
  - Thomas Christopher Collins, cardinal canadien, archevêque de Toronto
  - Paul Richardson, évêque anglican britannique devenu prêtre catholique
- 21 février : 
  - Yves Boivineau, prélat français, évêque d'Annecy
  - Hyginus Kim Hee-jong, prélat coréen, archevêque de Gwangju
- 1er février : Filippo Cortesi, prélat italien, diplomate du Saint-Siège et archevêque titulaire de Siraces (de) († 8 octobre 1876)
- 3 février : Emil Paul Tscherrig, prélat suisse, diplomate du Saint-Siège et archevêque titulaire de  Voli (de)
- 23 février : Peter Turang, prélat indonésien, archevêque de Kupang († 4 avril 2025)
- 25 février : Giuseppe Betori, cardinal italien, archevêque de Florence
- 26 février : Jean-Luc Hudsyn, prélat belge, évêque auxiliaire de Malines-Bruxelles et évêque titulaire d'Apt
- 3 mars : Daniel Jenky, prélat américain, évêque de Peoria
- 15 mars : 
  - François Bousquet, prêtre et universitaire français
  - Jean-Rodolphe Kars, prêtre venu du judaïsme et pianiste français
- 18 mars : John Clayton Nienstedt, prélat américain, archevêque de Saint-Paul et Minneapolis, démissionnaire après avoir couvert des abus sexuels
- 24 mars : Simon-Victor Tonyé Bakot, prélat camerounais, archevêque de Yaoundé
- 31 mars : Luigi Padovese, prélat et missionnaire italien, vicaire apostolique d'Anatolie et évêque titulaire de Monteverde (de) († 3 juin 2010)
- 7 avril : Bernard Devert, prêtre et humanitaire français
- 22 avril : Pierre-Marie Carré, prélat français, archevêque de Montpellier
- 23 avril : Wilhelm Steckling, prélat et missionnaire allemand, évêque de Ciudad del Este
- 5 mai : Antonio dos Santos Marto, cardinal portugais, évêque de Leiria-Fátima
- 20 mai : Michel Santier, prélat français, évêque de Créteil, accusé d'abus sexuels
- 27 mai : Gaétan Proulx, prélat canadien, évêque de Gaspé
- 28 mai : Ralph Walker Nickless, prélat américain, évêque de Sioux City
- 17 juin : Jozef De Kesel, cardinal belge, archevêque de Malines-Bruxelles et primat de Belgique
- 6 juillet : 
  - Jean-Robert Armogathe, prêtre, historien, théologien, exégète et universitaire français
  - Patrick Valdrini, prêtre, enseignant et canoniste français, recteur de l'Institut catholique de Paris
- 7 juillet : Robert Laufoaulu, religieux et homme politique français
- 15 juillet : 
  - Dorylas Moreau, prélat canadien, évêque de Rouyn-Noranda († 22 octobre 2019)
  - Dieter Geerlings, prélat allemand, évêque auxiliaire de Münster et évêque titulaire de Tacapae
- 16 juillet : Álvaro Leonel Ramazzini Imeri, cardinal guatémaltèque, évêque de Huehuetenango
- 22 juillet : Claude Champagne, prélat canadien, évêque d'Edmundston
- 31 juillet : Joseph Ignace Randrianasolo, prélat malgache, évêque de Mahajanga († 4 février 2010)
- 5 août : Joseph-Marie Verlinde, prêtre et auteur français, fondateur de la Famille de Saint-Joseph
- 24 août : Claude Barthe, prêtre, journaliste, liturgiste et essayiste français
- 2 septembre : 
  - Kevin Farrell, cardinal américain de la Curie
  - Antonio Mennini, prélat italien de la Curie, diplomate du Saint-Siège et archevêque titulaire de Ferentium (de)
- 14 septembre : 
  - Jean-Louis Papin, prélat français, évêque de Nancy
  - Bienheureux Jerzy Popiełuszko, prêtre, aumônier de Solidarność et martyr polonais († 19 octobre 1984)
- 25 septembre : Ulrich Boom, prélat allemand, évêque auxiliaire de Wurtzbourg et évêque titulaire de Sullectum (de)
- 12 octobre : Joseph Sama, prélat burkinabé, évêque de Nouna
- 13 octobre : Valéry Vienneau, prélat canadien, archevêque de Moncton
- 14 octobre : Bernard Ginoux, prélat français, évêque de Montauban
- 18 octobre : Óscar Julio Vian Morales, prélat guatémaltèque, archevêque de Santiago de Guatemala († 24 février 2018)
- 15 novembre : Albert Malcolm Ranjith, cardinal sri-lankais, archevêque de Colombo
- 24 novembre : João Braz de Aviz, cardinal brésilien de la Curie
- 25 novembre : Noël Simard, prélat canadien, évêque de Valleyfield
- 29 novembre : Mario Aurelio Poli, cardinal argentin, archevêque de Buenos Aires
- 3 décembre : Christophe Dufour, prélat français, archevêque d'Aix-en-Provence
- 6 décembre : Francisco Chimoio (pt), prélat mozambicain, évêque de Pemba (en) puis archevêque de Maputo
- 7 décembre : Wilton Gregory, cardinal américain, archevêque de Washington
- 22 décembre : 
  - Ernest Sambou, prélat sénégalais, évêque de Saint-Louis
  - Marcello Semeraro, cardinal italien de la Curie
- 31 décembre : Gerhard Ludwig Müller, cardinal allemand de la Curie
- Date précise inconnue : Judes Bicaba, prélat burkinabé, évêque de Dédougou († 19 août 2016)

## Décès
- 7 janvier : Anastase-Marie al-Karmali, prêtre, linguiste et philologue irakien (° 5 août 1866)
- 17 janvier : Jean-Marie-Rodrigue Villeneuve, cardinal canadien, archevêque de Québec (° 2 novembre 1883)
- 18 janvier : Bienheureuse Marie Thérèse Fasce, religieuse et abbesse italienne (° 27 décembre 1881)
- 1er février : Filippo Cortesi, prélat italien, diplomate du Saint-Siège (° 8 octobre 1876)
- 3 février : Pierre-Marie Durieux, prélat français, archevêque de Chambéry (° 7 juin 1884)
- 10 février : Joseph Batut, prêtre français engagé dans les patronages (° 25 mars 1882)
- 27 mars : Eugène Lapointe, prêtre canadien, pionnier du syndicalisme catholique (° 21 avril 1860)
- 14 avril : Bienheureux Lucien Botovasoa, militant catholique et martyr malgache (° 1908)
- 16 mai : Michael Curley, prélat américain, archevêque de Baltimore (° 12 octobre 1879)
- 10 juillet : Anton Kowalczyk, prêtre et vénérable canadien d'origine polonaise (° 4 juin 1866)
- 17 juillet : Camille Jacquemin, prêtre, organiste et compositeur belge (° 7 décembre 1899)
- 30 juillet : André Eloy, prélat français, vicaire apostolique du Tonkin-Méridional et évêque titulaire de Magydus (de) (° 11 juillet 1864)
- 5 août : Victor Roelens, prélat et missionnaire belge, vicaire apostolique du Haut-Congo et évêque titulaire de Girba (de) (° 21 juillet 1868)
- 13 août : François de Paule Vallet, prêtre jésuite et prédicateur espagnol (° 14 juin 1883)
- 24 août : Bienheureux Miroslav Bulešić, prêtre et martyr croate du communisme (° 13 mai 1920)
- 24 octobre : Carlo Salotti, cardinal italien de la Curie et archevêque titulaire de Philippopolis-en-Thrace (de) (° 25 juillet 1870)
- 31 octobre : Bienheureux Theodore Romja, prélat grec-catholique ukrainien, martyr du communisme (° 14 avril 1911)
- 10 novembre : Ferdinand Gombault, prêtre et auteur français (° 11 mai 1858)
- 17 novembre : Bienheureux Josaphat Kocylovskyj, prélat grec-catholique ukrainien, martyr du communisme (° 3 mars 1876)
- 26 novembre : Joseph-Marie Henry, prêtre, historien, botaniste et alpiniste italien (° 10 mars 1870)
- 6 décembre : Basile Tanghe, prélat capucin et missionnaire belge, vicaire apostolique de l'Ubanghi belge et évêque titulaire de Tigava (de) (° 20 mars 1879)
- 10 décembre : Pierre Petit de Julleville, cardinal français, archevêque de Rouen (° 22 novembre 1876)
- 20 décembre : Honoré-Joseph Coppieters, prélat belge, évêque de Gand (° 30 mars 1874)
- 22 décembre : Maurilio Silvani, prélat italien, diplomate du Saint-Siège et archevêque titulaire de Naupacte (de) (° 24 août 1882)